# Halicyclops fosteri
Halicyclops fosteri – gatunek widłonoga z rodziny Halicyclopidae. Opisała go w 1958 roku amerykańska zoolog Mildred Stratton Wilson (1909–1973). Okazy typowe pozyskano w sierpniu 1953 roku w słonawym jeziorze Pontchartrain w amerykańskim stanie Luizjana. Gatunek stwierdzono też na wybrzeżu Teksasu (Zatoka Meksykańska).